# Laphris
Laphris is een geslacht van kevers uit de familie bladkevers (Chrysomelidae).
De wetenschappelijke naam van het geslacht werd in 1864 gepubliceerd door Joseph Sugar Baly.

## Soorten
- Laphris apophysata Yang, 1993
- Laphris collaris Yang in Yang, 1992
- Laphris collaris Yang, 1993
- Laphris emarginata (Baly, 1864)
- Laphris sexplagiata Laboissiere, 1934
- Laphris tricuspidata Yang, 1993